# Lepanthes arbuscula
Lepanthes arbuscula là một loài thực vật có hoa trong họ Lan. Loài này được Luer & R.Escobar mô tả khoa học lần đầu tiên vào năm 1993.